# 椿島 (南三陸町)

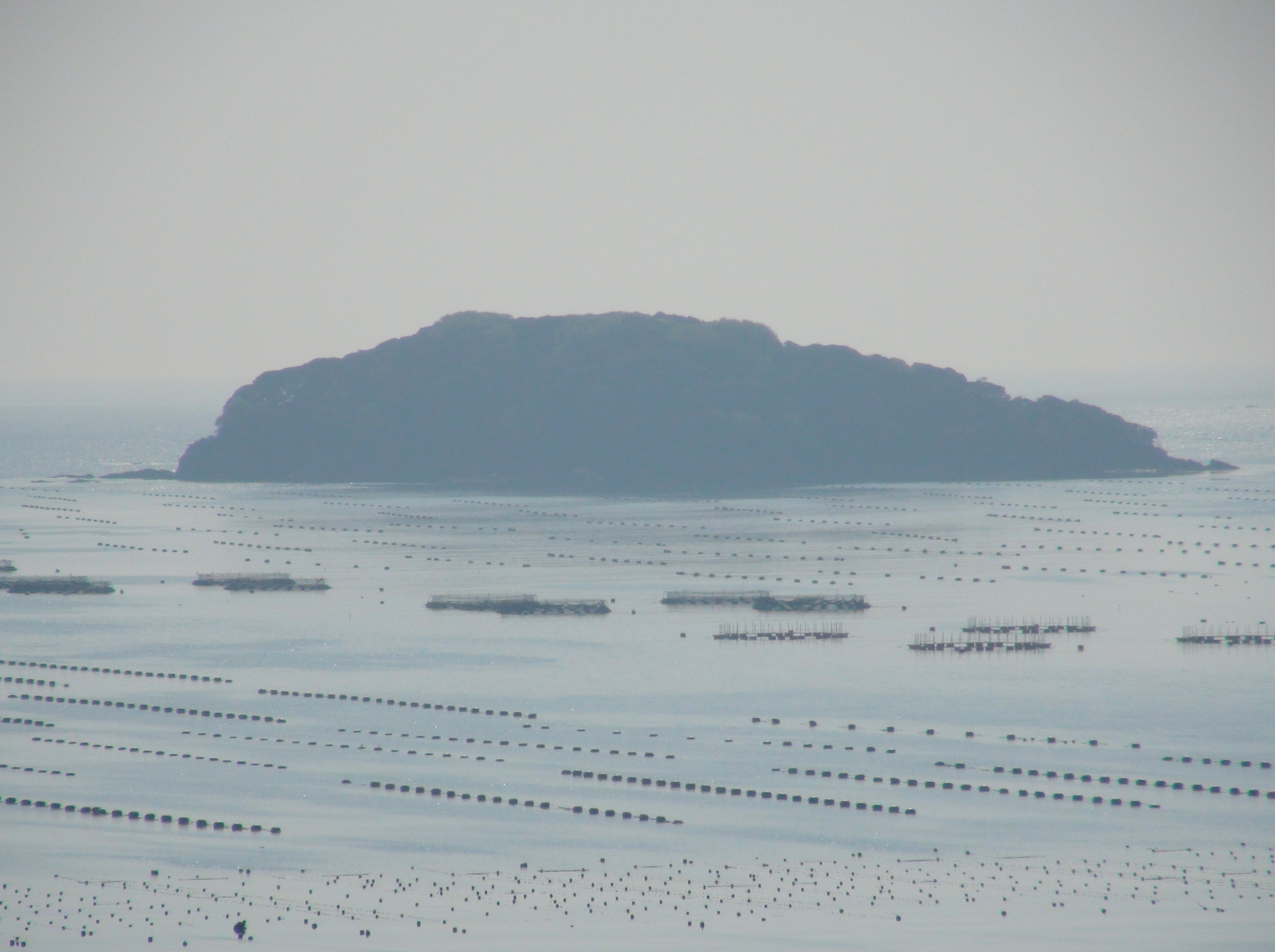
椿島（2015年4月撮影）

椿島（つばきしま）は、宮城県本吉郡南三陸町に存在する島である。志津川湾の南西部に位置する。

## 概要
戸倉津の宮、滝浜から約1キロメートルの太平洋上にある無人島で、青島とも呼ばれている。面積は約5ヘクタール、島の最高点は標高29メートルで、比較的平坦な島である。
植生はタブノキが優占する暖地林である。椿島は太平洋側地域におけるタブノキの自生北限で、中には胸高直径1.8メートルの巨大なものも存在する。この他にはヤブツバキやヒサカキ、マサキなど200種類もの高等植物が生育する。東北地方の太平洋沿岸の暖帯林としては種数が豊富であり、学術的価値が高いとして、昭和41年（1966年）11月7日に国の天然記念物「椿島暖地性植物群落」に指定された。ハマベンケイソウはかつて椿島が南限とされていたが、この島では絶滅した。江戸時代の享保年間（1716年から1736年）に仙台藩の儒学者佐久間洞巖が著した地誌『奥羽観蹟聞老志』はこの島に言及しており、それによればこの時代にはここにツバキが確かに存在していたという。
島の中央部には椿島神社があり地元住民から篤く信仰されている。また、三陸復興国立公園に指定されている。

## 所在地
- 緯度経度：北緯38度39分6秒 東経141度29分20秒 / 北緯38.65167度 東経141.48889度座標: 北緯38度39分6秒 東経141度29分20秒 / 北緯38.65167度 東経141.48889度
- 郵便番号：986-0700
- 住所：宮城県本吉郡南三陸町（大字なし）